# Wilhelm Rydberg (politiker)
August Wilhelm Rydberg, född 28 april 1869 i Ösmo församling, Stockholms län, död 27 december 1947 i Engelbrekts församling, Stockholms stad, var en svensk godsägare och riksdagsman (högern).
Rydberg var ledamot av riksdagens första kammare 1931–1937, invald i Stockholms läns och Uppsala läns valkrets.